# Itamar Biran
Itamar Amos Biran (hebräisch איתמר עמוס בירן; * 3. März 1998 in Camden, London, Vereinigtes Königreich) ist ein israelischer Skirennläufer.

## Biographie
Biran ist britisch-israelischer Doppelstaatsbürger. Mit dem Skisport kam er das erste Mal im Alter von drei Jahren in Berührung. Als er sechs Jahre alt war, zog seine Familie mit ihm nach Verbier.
Sein internationales Renndebüt gab er am 11. August 2014 bei den argentinischen Meisterschaften im Slalom am Cerro Catedral. Sein erstes internationales Großereignis bestritt er bereits ein halbes Jahr später bei den Weltmeisterschaften in Vail bzw. Beaver Creek, wobei er als beste Platzierung im Riesenslalom den 62. Rang erreichte.
In den darauffolgenden Jahren startete Biran, abgesehen von internationalen Großereignissen, hauptsächlich bei FIS und Citizenrennen, sowie diversen nationalen Meisterschaften.
2018 nahm Biran erstmals an Olympischen Winterspielen teil. Bei den Wettkämpfen in Pyeongchang belegte er Platz 49 im Riesenslalom, im Slalom schied er aus.
Am 13. Dezember 2018 erreichte er beim Riesenslalom im Taiwoo Ski Resort im Rahmen des Far East Cup seine erste Platzierung unter den besten 10 bei einer kontinentalen Rennserie.

## Erfolge

### Olympische Winterspiele
- Pyeongchang 2018: 49. Riesenslalom, DNF Slalom

### Weltmeisterschaften
- Vail/Beaver Creek 2015: 62. Riesenslalom, DNF Slalom
- St. Moritz 2017: 49. Riesenslalom, DNF Slalom
- Åre 2019: 39. Slalom, 69. Riesenslalom
- Cortina d’Ampezzo 2021: DNF Riesenslalom, DNF Slalom

### Far East Cup
- 3 Platzierungen unter den besten 30

### Juniorenweltmeisterschaften
- Hafjell 2015: DNF Riesenslalom, DNF Slalom
- Davos 2018: 44. Riesenslalom, DNF Slalom
- Val di Fassa 2019: DNF Riesenslalom, DNF Slalom

### Olympische Jugend-Winterspiele
- Lillehammer 2016: 23. Alpine Kombination, 38. Super-G, DNF Riesenslalom, DNF Slalom

### Weitere Erfolge
- 2 Podestplätze bei FIS-Rennen